# Bo Ralph
Bo Rune Ingemar Ralph, född 4 oktober 1945 i Göteborg, är en svensk språkforskare och ledamot av Svenska Akademien.
Efter filosofie kandidatexamen 1969 och vidare forskning i fonologi, som ledde till avhandlingen Phonological differentiation, Studies in Nordic Language History, promoverades Ralph till filosofie doktor 1975 och blev docent 1977. Han arbetade länge (med Sture Allén) i projektet Lexikalisk databas på Institutionen för språkvetenskaplig databehandling (Språkdata) vid Göteborgs universitet (producerade Svensk ordbok, som utgavs 1986). 
Ralph var professor vid Institutionen för nordiska språk vid Stockholms universitet 1982–1984 och därefter professor i nordiska språk vid Institutionen för svenska språket vid Göteborgs universitet. Han har särskilt verkat inom ämnet lexikografi.
Ralph blev 1985 ledamot av Kungliga Vetenskaps- och Vitterhetssamhället i Göteborg. Han invaldes i Svenska Akademien 15 april 1999 och tog sitt inträde där 20 december samma år. Han efterträdde filosofen och sociologen Torgny T:son Segerstedt på stol nr 2. 1999 blev Ralph även invald i Det Norske Videnskaps-Akademi och sedan 2004 är han också ledamot av Agder vitenskapsakademi med säte i Kristiansand i Norge.